# 保羅頓 (伊利諾伊州)
保羅頓（英語：Paulton）是位於美國伊利諾伊州威廉森縣的一個非建制地區。該地的面積和人口皆未知。

## 地理
保羅頓的座標為37°45′50″N 88°48′14″W / 37.76389°N 88.80389°W，而該地的平均海拔高度為165米（即541英尺）。